# 希卡杜瓦國家公園
6°08′42″N 80°05′33″E / 6.14500°N 80.09250°E

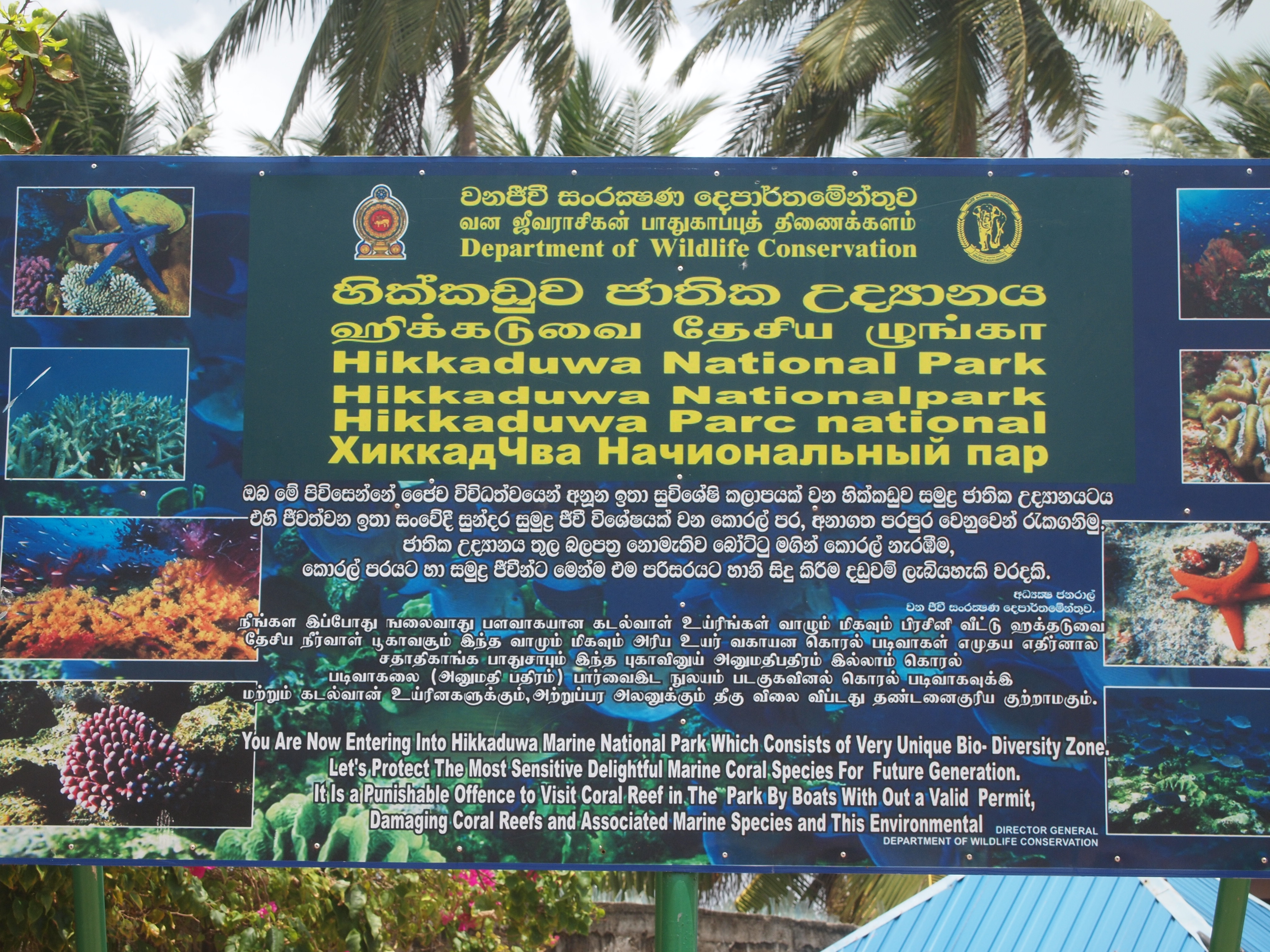

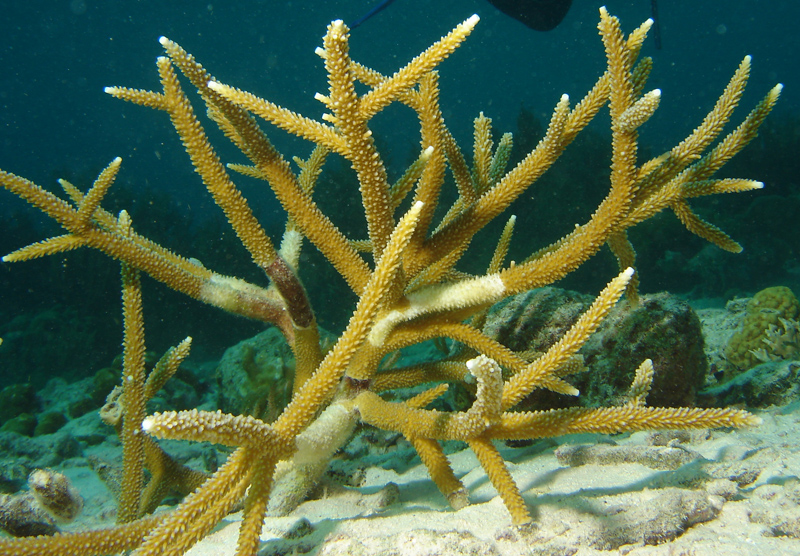

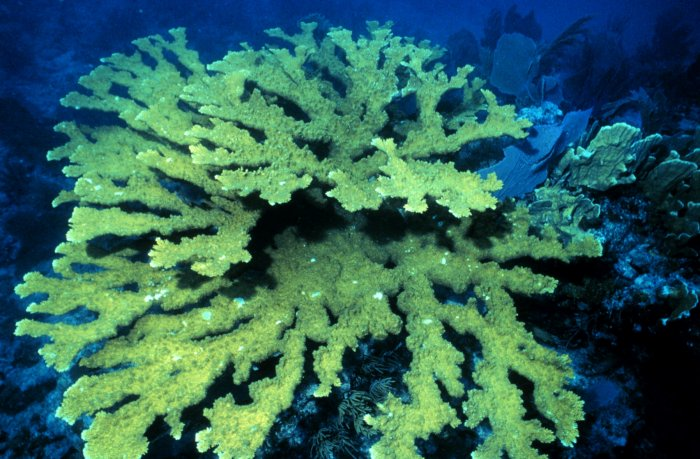

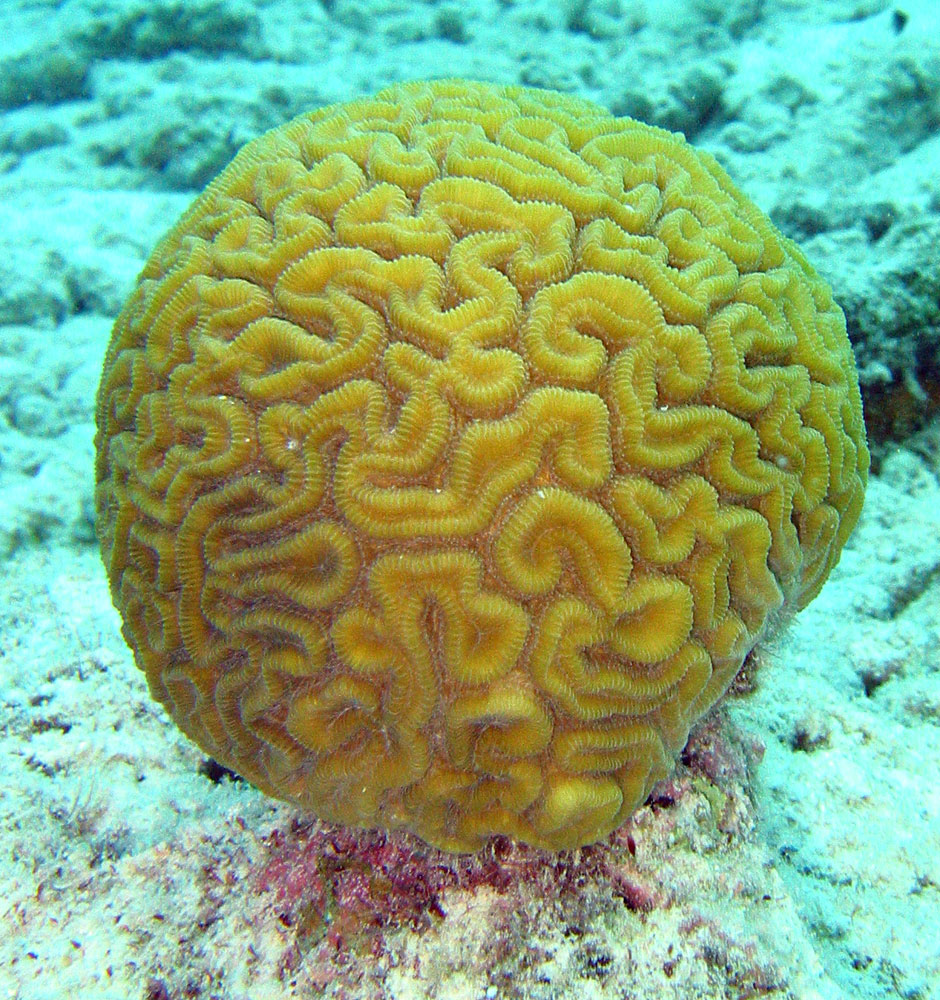

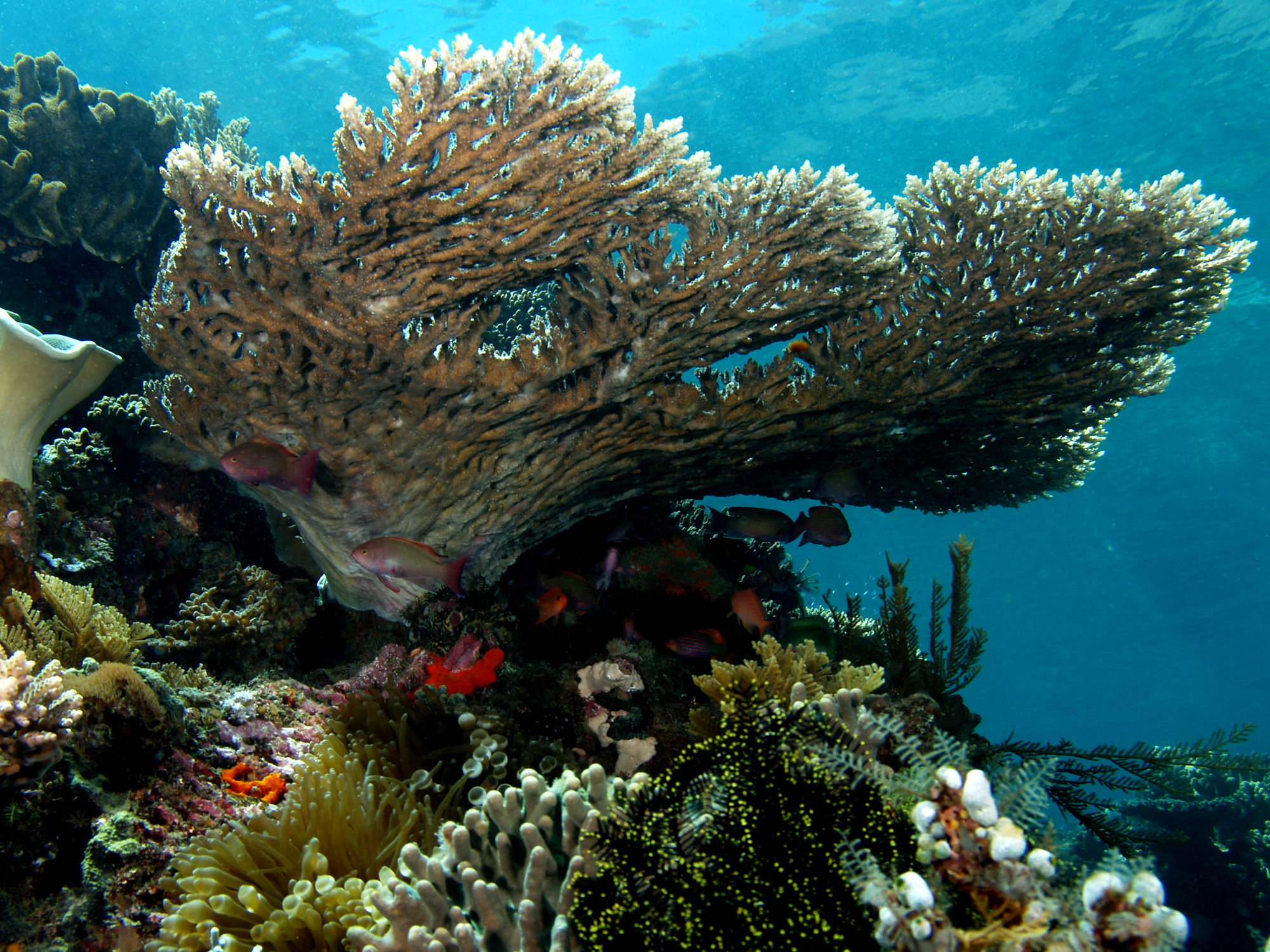

希卡杜瓦國家公園是斯里蘭卡的國家公園，位於該國西南部，處於南部省，成立於2002年9月19日，面積1平方公里，每年平均降雨量約2,000毫米。